# Estación de Valado
La Estación Ferroviaria de Valado, también denominada como Estación de Valado o Estación de Valado de Frades, y originalmente conocida como Estación Ferroviaria de Valado-Nazaré-Alcobaça, es una plataforma ferroviaria de la Línea del Oeste, que sirve a la parroquia de Valado dos Frades, en el ayuntamiento de Nazaré, en Portugal.

## Características

### Localización y accesos
Se encuentra frente a la Calle Profesor Arlindo Varela, junto a la localidad de Valado dos Frades.

### Descripción física y servicios
En enero de 2011, tenía tres vías de circulación, con 490, 486 y 246 metros de longitud; las plataformas tenían 220 y 200 metros de extensión, y 40 y 45 centímetros de altura.
En 1961, la estación era utilizada por servicios de pasajeros y mercancías de la Compañía de los Caminhos de Ferro Portugueses, en combinación con la Sociedad Estoril. Debido a la inexistencia de una estación ferroviaria en Alcobaça, esta fue la principal estación utilizada por sus habitantes, habiendo existido servicios dedicados al transporte de pasajeros y mercancías entre aquella localidad y la estación.

## Historia

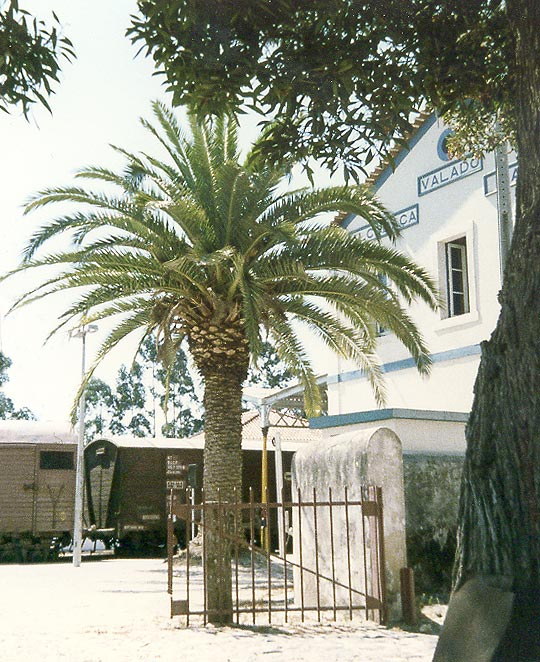
Estación de Valado, en agosto de 1986.

### Apertura al servicio
La estación se inserta en el tramo entre Torres Vedras y Leiría de la Línea del Oeste, que abrió a la explotación pública el 1 de agosto de 1887.

### sigloXX
En 1933, la Compañía de los Caminhos de Ferro Portugueses realizó obras de mejora en la toma de agua de esta estación.

### Movimiento de pasajeros y mercancías
En 1958, los mayores aumentos en el movimiento de pasajeros, en esta estación, fueron registados durante la época de balnearios, con crecimientos considerables, también, durante la Pascua y Navidad; en ese año, esta fue una de las estaciones con mayor movimiento de pasajeros y mercancías, en la Región Oeste.
En 1961, esta plataforma expedia, en régimen de vagón completo en baja velocidad, trigo, vino de uva, arroz en cáscara, maíz y troncos para exportación, troncos para la industria minera nacional, harina de trigo, patata, madera de eucaliptus o de pino en tablones o serrada, cables y tejidos, lozas y vidrios, y ganado bovino; en términos de alta velocidad, en 1958, la mayor parte de las mercancías expedidas eran frutas verdes, hortalizas, y legumbres verdes. También recibía mercancías, especialmente en régimen de baja velocidad, en la tarifa de pequeños volúmenes.